# Corbin Timbrook
David Corbin „Corby“ Timbrook (* Juni 1958 in Sherman Oaks, Los Angeles, Los Angeles County, Kalifornien) ist ein US-amerikanischer Schauspieler, Filmproduzent, Filmregisseur, Drehbuchautor und Synchronsprecher.

## Leben
Timbrook wurde im Juni 1958 in Sherman Oaks, einem Stadtteil von Los Angeles, geboren. Sein Filmdebüt gab er 1990 in Ski Academy in der Rolle des Lance. Von 1990 bis 1991 verkörperte er in der Fernsehserie Generations die Rolle des Peter. 1994 stellte er in zwei Episoden der Fernsehserie Renegade – Gnadenlose Jagd die Rolle des Leon Jackson. Von 1998 bis 2001 war er in verschiedenen Rollen in der langläufigen Fernsehserie Reich und Schön zu sehen. In den folgenden Jahren konnte er sich als Fernseh- und Filmschauspieler etablieren. 2023 wirkte er im Monsterfilm Ape vs. Mecha Ape in der Rolle des Pierce mit.
Seit Beginn des 21. Jahrhunderts ist Timbrook neben seiner Tätigkeit als Schauspieler ebenfalls als Filmproduzent, Filmregisseur und Drehbuchautor tätig. Zu Beginn wirkte er in solchen Funktionen hauptsächlich in Horrorfilmen, speziell dem Genre Slasher-Film sowie in Actionfilmen mit. 2011 produzierte er den Film L!fe Happens – Das Leben eben!.

## Filmografie (Auswahl)

### Schauspiel
- 1990: Ski Academy (Ski Patrol)
- 1990: Platinum Triangle
- 1990–1991: Generations (Fernsehserie, 4 Episoden)
- 1991: The New Adam-12 (Fernsehserie, Episode 2x15)
- 1991: Mit Herz und Scherz (Coach, Fernsehserie, Episode 4x03)
- 1994: Auf Ehre und Gewissen (The Glass Shield)
- 1994: Renegade – Gnadenlose Jagd (Renegade, Fernsehserie, 2 Episoden)
- 1994: Last Time Out
- 1996: Wild Games in Hollywood
- 1996: Sunset After Dark
- 1997: Real Stories of the Donut Men
- 1997: The Triggerman
- 1997: An Early Grave (Fernsehfilm)
- 1998: Matter of Trust
- 1998–2001: Reich und Schön (The Bold and the Beautiful, Fernsehserie, 3 Episoden)
- 1999: Air America (Fernsehserie, Episode 1x18)
- 1999: Partnertausch mit Folgen (Dangerous Invitation)
- 1999: Ballad of the Nightingale
- 1999: Godparents (Fernsehserie)
- 1999: Forbidden Sins
- 1999: Eastside – Auf welcher Seite stehst du (Eastside)
- 2000: The Lesson (Kurzfilm)
- 2002: Do It for Uncle Manny
- 2002: Lost in the USA
- 2003: The Killer Within Me
- 2003: An American Reunion
- 2003: Every 43 Seconds
- 2004: Unseen Evil 2
- 2004: Creepies
- 2005: Schuldig oder nicht schuldig (Guilty or Innocent?, Fernsehserie, Episode 1x14)
- 2005: Supernatural (Fernsehfilm)
- 2005: Devil’s Highway
- 2005: Creepies 2
- 2006: Distortion
- 2007: Ed Gein: The Butcher of Plainfield
- 2007: Blue Eyes
- 2007: Along the Way
- 2007: The Indian
- 2008: The Belly of the Beast
- 2008: Tony 5
- 2009: Mexican Gold
- 2009: The Divided
- 2010: Adventure Scouts
- 2010: First Dog
- 2010: Taken by Force
- 2011: BlinkyTM (Kurzfilm)
- 2011: Ecstasy
- 2011: Boy Toy
- 2011: Green Guys
- 2011: A Holiday Heist
- 2012: Return to Vengeance
- 2013: A Little Christmas Business
- 2014: Broken
- 2015: A Mother Betrayed (Fernsehfilm)
- 2015: Merry Kissmas (Fernsehfilm)
- 2016: The Guest House
- 2016: Last Stop
- 2016: Bail Out (Fernsehserie, 2 Episoden)
- 2016: Moments of Clarity
- 2016: Vanished
- 2016: Eight Days
- 2016: The Two Pamelas
- 2017: Badsville
- 2017: Escape Room
- 2017: Decker (Fernsehserie, Episode 5x05)
- 2017: Looking for Advice (Kurzfilm)
- 2017: BorderCross
- 2017: Cops and Robbers
- 2019: Deviant Love
- 2020: The Unhealer
- 2020: Oh Boy!
- 2021: Friendsgiving (Kurzfilm)
- 2022: Three Way Mirror (Miniserie)
- 2022: In Love with My Partner’s Wife (Fernsehfilm)
- 2023: Dressed for Love (Fernsehfilm)
- 2023: Ape vs. Mecha Ape
- 2023: Billionaire CEO’s Obsession (Miniserie)
- 2023: A Christmas Vintage
- 2023: The Author
- 2023–2024: Found by the Lycan King (Miniserie)
- 2024: A Nanny’s Revenge
- 2024: Marry my husband, Please! (Miniserie)
- 2024: The Rise of Mr. and Mrs. Mafia (Miniserie)
- 2024: Oops! I mate with my forbidden Alpha (Miniserie)
- 2024: After Divorce, Stripper CEO and I Dominate Hollywood (Miniserie)
- 2024: Love, Courage and the Battle of Bushy Run
- 2024: Mating of the Twilight Goddess (Miniserie)
- 2024: Becoming My Ex’s Mother-In-Law (Miniserie)
- 2024: Pregnant by my Sister’s Fiancé (Miniserie)
- 2024: The Twisters
- 2024: Stepmom from Hell
- 2024: My Accidental Alpha’s Desire (Miniserie)
- 2024: The Returns of Billionaire Mom (Miniserie)
- 2024: Sliver Shadow Bitcoin Alpha Reborn (Miniserie)
- 2024: Fated to My Swapped Alpha (Miniserie)

### Produktion
- 2001: A Crack in the Floor
- 2003: The Killer Within Me
- 2004: The Attendant
- 2004: Unseen Evil 2
- 2005: Tower of Blood
- 2005: Studio 666
- 2005: Creepies 2
- 2006: Blood Ranch
- 2006: Seth
- 2007: The Indian
- 2008: The Belly of the Beast
- 2009: Porn Shoot Massacre
- 2009: The Divided
- 2011: L!fe Happens – Das Leben eben! (L!fe Happens)
- 2011: Ecstasy
- 2011: Boy Toy
- 2011: A Holiday Heist
- 2012: Avarice
- 2012: A Star for Christmas (Fernsehfilm)
- 2012: Ein Hund rettet den Weihnachtsurlaub (The Dog Who Saved the Holidays, Fernsehfilm)
- 2013: Rolling
- 2013: The Nightmare Nanny (Fernsehfilm)
- 2013: Deadly Revenge (Fernsehfilm)
- 2013: Dreamweaver (Kurzfilm)
- 2014: Taken Away (Fernsehfilm)
- 2015: 40's and Failing (Fernsehserie, 4 Episoden)
- 2015: His Secret Family
- 2015: 16 and Missing (Fernsehfilm)
- 2015: A Mother Betrayed (Fernsehfilm)
- 2015: Merry Kissmas (Fernsehfilm)
- 2016: The Guest House
- 2016: Last Stop
- 2016: Moments of Clarity
- 2017: Badsville
- 2017: Escape Room
- 2017: Do You See Me
- 2019: Before We Go (Fernsehserie)
- 2020: Divorce During Pandemic (Kurzfilm)
- 2020: The Unhealer
- 2020: Oh Boy!
- 2021: Why?

### Regie
- 2001: A Crack in the Floor
- 2004: The Attendant
- 2005: Tower of Blood
- 2005: Studio 666
- 2006: Blood Ranch
- 2006: Seth
- 2008: The Belly of the Beast
- 2009: Porn Shoot Massacre
- 2016: Divorce Texas Style
- 2016: Bail Out (Fernsehserie, Episode 7x01)
- 2017: Do You See Me
- 2021: Why?
- 2024: Stepmom from Hell

### Drehbuch
- 2001: A Crack in the Floor
- 2004: The Attendant
- 2005: Studio 666
- 2006: Blood Ranch
- 2017: Do You See Me
- 2021: Why?

## Synchronisationen
- 1995: WarHawk: The Red Mercury Missions (Computerspiel)
- 2018: [Cargo]